# François Salvagni
François Salvagni, né le 11 novembre 1971 à Bologne en Italie, est un entraîneur italien de volley-ball.

## Biographie

### Carrière
Avec le club italien de Robur Tiboni Urbino, il remporte la Coupe de la CEV féminine 2011.
De 2013 à 2015, il est le sélectionneur de l'équipe d'Algérie féminine, avec laquelle il parvient en finale du Championnat d'Afrique 2015, défait par le Kenya. 
Lors de la saison 2015-2016, il remporte la Challenge Cup féminine avec le CSM Bucarest.
En 2019, il s'engage avec le club français de l'ASPTT Mulhouse, où il prend la succession de Magali Magail. Lors de la saison 2020-2021, il remporte le doublé Championnat-Coupe de France.
Le 29 mars 2025, il remporte une deuxième Coupe de France après la victoire de son équipe contre le tenant du titre Nantes lors de la finale.
Il quitte son poste d'entraîneur du VMA à l'issue de la saison 2024-2025, après avoir dirigé 227 matchs de l'équipe première durant 6 saisons et remporté 5 trophées avec le club.
En 2025, il rejoint la Serie A1 italienne en s'engageant avec le Cuneo Granda Volley.

## Palmarès

### En club

#### en Italie
- Coupe de la CEV (1) :
  - Vainqueur : 2011.

#### en Azerbaïdjan
- Championnat d'Azerbaïdjan :
  - Finaliste en 2015.

#### en Roumanie
- Challenge Cup (1) :
  - Vainqueur : 2016.

- Coupe de Roumanie :
  - Finaliste en 2016.

#### en France
- Championnat de France (1) :
  - Vainqueur en 2021.
  - Finaliste en 2022, 2023.

- Coupe de France (2) :
  - Vainqueur en 2021, 2025.

- Supercoupe de France (2) :
  - Vainqueur : 2021, 2022.

### En sélection
- Championnat d'Afrique :
  - Finaliste en 2015.

### Distinctions individuelles
- 2009-2010 : Serie A1 — Meilleur entraîneur.